# Kościół św. Anny w Prawnie
Kościół Świętej Anny – rzymskokatolicki kościół parafialny należący do dekanatu Opole Lubelskie archidiecezji lubelskiej.
Jest to murowana świątynia wzniesiona na miejscu starszej, drewnianej budowli, spalonej w latach 60. XX wieku od uderzenia pioruna. Do nowego kościoła ze starszej świątyni zostały przeniesione zabytkowe obrazy  umieszczone w ołtarzach. Zachował się również stojący zegar.
Kościół został zbudowany przez księdza Wiktora Pomarańskiego, proboszcza parafii św. Anny w Prawnie w latach 1947-1980.